# System 86
Le System 86 est un système d'arcade destiné aux salles d'arcade, créé par la société Namco en 1986.

## Description
L'exploitation du System 86 créé en 1986, a duré seulement deux ans. Avec ce nouvel hardware, le matériel progresse de plus en plus, autant en capacité, qu'en rendu réel à l'écran.
Le System 86 utilise encore un Motorola, le M6809 en processeur central (comme la plupart des systèmes Namco à cette époque), plus un second en processeur secondaire. Un Hitachi HD63705 va faire office de processeur son et de MCU. Une Yamaha YM2151, ainsi qu'une puce custom Namco 8 canaux programmable 4-bit WSG viennent compléter le dispositif sonore,.
Notons quand-même Rolling Thunder, qui n'est pas sans rappeler Shinobi qui sortira un an plus tard sur le system 16 de Sega.
Une amélioration de ce système, le System 1 sort l'année d'après.

## Spécifications techniques

### Processeurs
- Processeur principal : Motorola M6809 cadencé à 1,536 MHz
- Processeur secondaire : Motorola M6809 cadencé à 1,536 MHz

### Affichage
- Résolution : 288 × 224
- Palette de 2048 couleurs

### Audio
- MCU : Hitachi HD63701 cadencé à 1,536 MHz
- Puce audio :
  - Yamaha YM2151 cadencé à 1,536 MHz
  - Namco 8 canaux programmable 4-bit WSG

## Liste des jeux
| Titre                | Développeur | Éditeur | Système   | Genre | Date |
| -------------------- | ----------- | ------- | --------- | ----- | ---- |
| Genpei Tōma Den      | Namco       | Namco   | System 86 |       | 1986 |
| Hopping Mappy        | Namco       | Namco   | System 86 |       | 1986 |
| Rolling Thunder      | Namco       | Namco   | System 86 |       | 1986 |
| Sky Kid Deluxe       | Namco       | Namco   | System 86 |       | 1986 |
| The Return of Ishtar | Namco       | Namco   | System 86 |       | 1986 |
| Wonder Momo          | Namco       | Namco   | System 86 |       | 1987 |